# Грегори, Адам
Адам Грегори (англ. Adam Gregory, родился 28 декабря 1987 года; Цинциннати, Огайо, США) — американский актёр, получивший известность благодаря роли Тая Коллинза в сериале «90210: Новое поколение».

## Биография
Актёр родился в городе Цинциннати в штате Огайо, его отца также звали Адамом Грегори. Адам окончил школу Oak Hills High в 2006 году, и в данный момент учится в Northern Kentucky University и является членом братства Sigma Phi Epsilon.
В 2008 сыграл роль Тая Коллинза в сериале «90210: Новое поколение». В 2009 году снялся в клипе на песню Эшли Тисдейл «It’s Alright, It’s OK», где сыграл парня певицы. В августе 2010 года получил роль Томаса Форрестера в сериала «Дерзкие и красивые», заменив актёра Дрю Тайлера Бэлла. В данный момент Адам продолжает работать моделью для Nous Models.

## Личная жизнь
С осени 2008 года актёр встречался с Джессикой Лаундс, , но через некоторое время они расстались. Сейчас Адам обручён с моделью Шеридан Сперри — об этом актёр сообщил на своей официальной странице на сайте Twitter.

## Фильмография
| Год       |    | Русское название             | Оригинальное название     | Роль            |
| --------- | -- | ---------------------------- | ------------------------- | --------------- |
| 2008      | с  | Всего лишь Джордан           | Just Jordan               | Дерек           |
| 2008      | с  | Волшебники из Вэйверли Плэйс | Wizards of Waverly Place  | Школьник        |
| 2008—2009 | с  | 90210: Новое поколение       | 90210                     | Тай Коллинз     |
| 2009      | тф | Папе снова 17                | 17 Again                  | Дом             |
| 2009      | тф | Ханна Монтана: Кино          | Hannah Montana: The Movie | Дрю             |
| 2010      | тф | Разбивающие сердца           | Hard Breakers             | Тайлер          |
| 2010      | с  | Дерзкие и красивые           | The Bold & The Beautiful  | Томас Форрестер |
| 2011      | с  | Клуб Винкс                   | Winx Club                 | Брендон         |